# Waldetrudes do Amarante Brandão
Waldetrudes do Amarante Brandão (Assaré - CE, 17 de fevereiro de 1903 – Rio de Janeiro - RJ, 9 de outubro 1980) foi um Marechal do Exército Brasileiro, com uma carreira singular por ter passado por todos os postos militares desde praça, em 1920, até Marechal, em 1965.
Foi o primeiro Oficial Intendente do Exército a tirar o Curso Superior de Guerra e a pertencer ao Corpo Permanente da Escola Superior de Guerra 
Foi o segundo Oficial Intendente do Exército Brasileiro a cursar a ''École Supériéure de L'Intendance'' de Paris, França. 
Ingressou no Curso de Aperfeiçoamento da Escola de Intendência do Exército em 1944, mediante provas de habilitação (indispensável na época), em que obteve o 1º lugar, com grau 7,8.

## Vida Pessoal
Filho do farmacêutico José do Amarante Brandão e de Olindina Amélia de Carvalho. Casou-se em Fortaleza - CE, a 12 de fevereiro de 1935, com Maria Teresa Justina da Rocha Albano, filha do Poeta José Albano e de Gabriela da Rocha Albano. Desta união geraram os seguintes filhos:
- José Alberto Albano do Amarante, Coronel-Aviador, Engenheiro Eletrônico pelo ITA e Doutor em Física pela UNICAMP, nascido a 13 de novembro de 1935 e falecido em 3 de outubro de 1981; 
- José Eduardo Albano do Amarante, Engenheiro Mecânico pela UFRJ, nascido a 7 de março de 1937;
- José Fernando Albano do Amarante, Advogado e funcionário do Banco do Brasil, nascido a 29 de junho de 1940 e falecido em 13 de julho de 2009;
-José Carlos Albano do Amarante, General de Divisão do Exército, Engenheiro Químico pelo IME e Doutor em Aeronáutica e Astronáutica pela Universidade de Stanford, EUA, nascido em 9 de dezembro de 1942 e falecido em 15 de junho de 2016;
- José Osvaldo Albano do Amarante, Engenheiro Químico pela UFRJ, nascido em 28 de março de 1946;
- Maria Lúcia Albano do Amarante, Engenheira Metalúrgica pela PUC-RJ, nascida em 18 de outubro de 1949.

## Carreira Militar[1]
- Como Praça:
- Soldado, 11 de março de 1920;
- Cabo, 15 de fevereiro de 1921;
- 3º Sargento, 23 de março de 1923;
- 2º Sargento, 6 de setembro de 1924;
- 1º Sargento, 10 de dezembro 1924;
- Sargento-Ajudante, 23 de dezembro de 1925;

- Como Oficial:
- Aspirante a Oficial, 28 de dezembro de 1929;
- 2º Tenente, 24 de julho de 1930;
- 1º Tenente, 13 de agosto de 1931;
- Capitão, 25 de dezembro de 1933;
- Major, 25 de junho de 1945, por merecimento;
- Tenente Coronel, 25 de dezembro de 1950, por merecimento;
- Coronel, 25 de setembro de 1955, por merecimento; [3]

- Como Oficial General:
- General de Brigada, 25 de março de 1962;
- General de Divisão, 25 de novembro de 1964;
- General de Exército e Marechal na Reserva, 25 de outubro de 1965.

## Organizações Militares em que Serviu
- 23º Batalhão de Caçadores (Fortaleza - CE): como soldado e cabo de março 1920 - fevereiro 1923; e, como Capitão Tesoureiro de maio 1940 - fevereiro 1943;
- 29º Batalhão de Caçadores (Natal - RN): como 3º Sargento, 2º Sargento, 1º Sargento e Sargento-Ajudante de março 1923 - agosto 1927; e, como Aspirante a Oficial, 2º Tenente e 1º Tenente de fevereiro 1930 - junho 1932, período em que exerceu as funções de Tesoureiro, Almoxarife, Aprovisionador e Almoxarife-Pagador;
- 3º Regimento de Infantaria (Rio de Janeiro - DF): como Sargento-Ajudante de agosto 1927 - março 1928;
- Escola de Intendência do Exército (Rio de Janeiro - DF): como aluno de abril 1928 - dezembro 1929;
- Colégio Militar do Ceará (Fortaleza - CE): como 1º Tenente de junho 1932 - maio 1935, tendo exercido as funções de Almoxarife-Pagador, Aprovisionador e Contador-Pagador;
- Serviço de Subsistência Militar da 9ª Região Militar (Campo Grande - MS): como 1º Tenente de junho 1935 - agosto 1936, tendo exercido as funções de Tesoureiro, Secretário, Contador, Chefe da 1ª Seção, Chefe da 3ª Seção, Fiscal Administrativo, Adjunto e Chefe de Serviço;
- 6º Regimento de Aviação - Núcleo (Fortaleza - CE): como 1º Tenente de setembro 1936 - dezembro 1938, tendo exercido as funções de Almoxarife e Tesoureiro;
- Secretaria Geral do Ministério da Guerra (Rio de Janeiro - DF): como Capitão Adjunto da 1ª Seção de janeiro 1939 - abril 1940;
- Estabelecimento de Fundos da 10ª Região Militar (Fortaleza - CE): como Capitão de fevereiro 1943 - julho 1944, tendo exercido as funções de Chefe da 1ª Seção, Chefe da 2ª Seção e Fiscal Administrativo;
- Diretoria de Intendência do Exército (Rio de Janeiro - DF): como Capitão, de agosto 1944 - junho 1945, tendo exercido as funções de Adjunto da 1ª Seção e Adjunto da 3ª Seção;
- Estabelecimento de Fundos da 10ª Região Militar (Fortaleza - CE): como Major e Tenente Coronel de julho 1945 - fevereiro 1951, tendo exercido as funções de Adjunto (Subchefe) e Chefe do Estabelecimento;
- Escola de Intendência do Exército (Rio de Janeiro - DF): como Capitão, na mesma época acima (agosto 1944 - junho 1945), fazendo o Curso de Aperfeiçoamento, sem prejuízo do serviço;
- Escola de Estado Maior do Exército (Rio de Janeiro - DF): como Tenente Coronel, aluno, de fevereiro 1951 - janeiro 1953;
- Quartel General da 10ª Região Militar (Fortaleza - CE): como Tenente Coronel e Coronel, Estagiário e Chefe do Serviço de Intendência Regional, de fevereiro 1953 - janeiro 1956;
- Estabelecimento Central de Subsistência (Rio de Janeiro - DF): como Coronel Chefe do Estabelecimento, de janeiro 1956 - março 1957; 
- Escola Superior de Guerra (Rio de Janeiro - DF): como Coronel Estagiário do Curso Superior de Guerra, de março a dezembro 1957, e, como Membro do Corpo Permanente, nas funções de Adjunto da Divisão de Assuntos Militares, de janeiro a julho 1958;
- École Supériéure de l'Intendance - Escola Superior de Intendência (Paris - França): como Coronel cursando esta escola, de setembro 1958 - junho 1960;
- Diretoria de Material de Intendência (Rio de Janeiro - GB): como Coronel Chefe de Gabinete, de outubro 1960 - março  1962;
- Diretoria de Finanças do Exército (Rio de Janeiro - GB): como Coronel e General de Brigada Diretor de Finanças do Exército, de março 1962 - junho 1963;
-  Diretoria de Subsistência do Exército (Rio de Janeiro - GB): como General de Brigada Diretor de Subsistência do Exército, de junho 1963 - novembro 1964;
- Diretoria Geral de Intendência (Rio de Janeiro - GB): como General de Divisão Diretor Geral de Intendência, de novembro 1964 - novembro 1965.

## Cursos Militares
- Escola de Intendência do Exército (Rio de Janeiro - DF): curso de formação de 4 de abril de 1928 a 28 de dezembro de 1929, onde saiu Aspirante a Oficial Contador, classificado em 3º lugar, por ordem de merecimento intelectual, entre 20 alunos, com média final de 9,202; 
- Escola de Intendência do Exército (Rio de Janeiro - DF): curso de aperfeiçoamento de 31 de julho de 1944 a 17 de maio de 1945, onde concluiu o curo em 1º lugar entre 20 alunos, por ordem de merecimento intelectual, com a média de 9,6;
- Escola de Estado Maior do Exército (Rio de janeiro - DF): matriculou-se por concurso em 31 de janeiro de 1951, terminando o curso em 23 de outubro de 1952, em 1º lugar entre 10 oficiais, com a menção BEM;
- Escola Superior de Guerra (Rio de janeiro - DF): matriculado como Estagiário em 1º de março de 1957, recebendo o respectivo diploma em 19 de dezembro de 1957;
- École Supériéure de l'Intendance - Escola Superior de Intendência (Paris - França): matriculou-se em 1º de setembro de 1958 e concluiu o curso em 30 de junho de 1960. Recebendo estas referências elogiosas: "Oficial superior de conceito firmado, distinto, culto, educado, que soube honrar da melhor maneira possível, o Exército de seu País".

## Operações de Guerra
- 29º Batalhão de Caçadores (Natal - RN): tomou parte nas seguintes expedições contra revolucionários:
- Partiu de Natal a 26 de agosto de 1924, com destino a Santarém - PA, regressando de Belém - PA a 22 de setembro de 1924;

- Partiu de Natal a 27 de novembro de 1924, para o Sul da República, desembarcando em Paranaguá - PR, seguindo para Curitiba, Ponta Grossa, Porto União, Palmas e Clevelândia, regressando por Porto União, Sorocaba, São Paulo, Rio de Janeiro a Natal, onde chegou em 28 de novembro de 1925;

- Partiu de Natal a 14 de dezembro de 1925 para o Norte da República, São Luiz, Flores - MA e Teresina - PI, daí seguindo para São Luiz, Salvador, Alagoinha, Bonfim e Saúde - BA; de Saúde voltou a Salvador e daí ao Rio de Janeiro, Sete Lagoas - MG, Pirapora, Barra do Rio Grande e Barreiras - BA; regressou por Juazeiro - BA e Salvador a Natal, onde chegou a 23 de outubro de 1926;

- 29º Batalhão de Caçadores (Natal - RN): participou da Revolução de 1930. Em 5 de outubro de 1930 partiu com o 29º batalhão de Caçadores revoltado de Santa Luzia do Sabugi - PB com destino a Natal, de onde seguiu a 15 de outubro de 1930, integrando um Grupo de Batalhões de Caçadores por terra, para Recife, Penedo, Propriá, Aracajú, Alagoinha e Salvador, de onde regressou a Natal em 17 de novembro de 1930

## Condecorações
- Ordem do Mérito Militar:
- Nomeado "CAVALEIRO", com apenas dois anos no posto de Major, Decreto de 27 de janeiro de 1947;
- Promovido a "OFICIAL", Decreto de 3 de maio de 1954;
- Promovido a "COMENDADOR", Decreto de 16 de agosto de 1962.

### Medalhas Militares
- Medalha Militar e Passadeira de Bronze, Decreto de 17 de junho de 1938;
- Medalha Militar e Passadeira de Prata, Decreto de 22 de dezembro de 1939;
- Medalha Militar e Passadeira de Ouro, Decreto de 9 de junho de 1950;
- Passador de Platina da Medalha Militar, Decreto de 24 de fevereiro de 1961;
- Medalha de Guerra, Decreto de 29 de junho de 1946;
- Medalha do Pacificador, Portaria 313 de 12 de março de 1954;
- Medalha Marechal Hermes - Aplicação e Estudo, de prata e passadeira com uma coroa, em 4 de fevereiro de 1956;
- Medalha Primeira Jornada do Serviço de Saúde da Aeronáutica, em 14 de janeiro de 1951;
- Medalha I Congresso Brasileiro de Medicina Militar, em 15 de julho de 1954;
- Medalha Thaumaturgo de Azevedo, em 10 de agosto de 1954;
- Medalha Marechal Souza Aguiar, em 2 de junho de 1955;
- Medalha Marechal Hermes, em 13 de agosto de 1955;
- Medalha Imperatriz Leopoldina, em 5 de novembro de 1955;
- Medalha Hahnemaniana, em 27 de dezembro de 1955;
- Medalha Marechal Caetano de Faria, em 19 de janeiro de 1956;
- Medalha de Prata do Instituto de Socorro aos Náufragos (Portuguesa), em 2 de novembro de 1956.

## Homenagens em seu Nome
- "Pavilhão Tenente Amarante" no Estabelecimento de Subsistência da 9ª Região Militar, em Campo Grande - MS;
- "Ala Major Amarante" no Hospital Geral de Fortaleza - CE;
- "Conjunto Fisioterápico Coronel Amarante" no Estabelecimento Central de Subsistência, no Rio de Janeiro - GB.

## Atividades Civis
- Chefe da Comissão Estadual de Preços do Ceará, quando Major, nomeado pelo Governador do Estado, de abril a junho de 1947;
- Presidente da Comissão de Revisão do Imposto de Profissão do Município de Fortaleza - CE, quando Tenente Coronel, nomeado pelo Prefeito daquela Capital, de 11 de maio a 27 de outubro de 1955;
- Presidente da Comissão de Sindicância, instituída para examinar as atividades da Superintendência da Moeda e do Crédito (SUMOC), quando Coronel, nomeado pelo Presidente da República, de 23 de fevereiro a 28 de abril de 1961;
- Ministério do Interior, como Marechal da Reserva:
- Chefe da Assessoria de Planejamento e Orçamento, de 28 de novembro de 1968 	a 3 de fevereiro de 1969;

- Diretor Geral do Departamento de Administração, de 3 de fevereiro de 1969 a 9 	de abril de 1970;

- Respondendo pela Chefia do Gabinete, de 9 de janeiro a 1º de julho de 1970;

- Subchefe do Gabinete, de 1º de julho a 29 de dezembro de 1970.